# Bãi Trành
Bãi Trành là một xã thuộc huyện Như Xuân, tỉnh Thanh Hóa.

## Vị trí địa lý
Nằm tại ngã ba giao nhau của đường Hồ Chí Minh (Quốc lộ 15A cũ) và đường Nghi Sơn – Bãi Trành (Tỉnh lộ 513 cũ) (hiện nay tuyến đường này đang chờ được phê duyệt lên quốc lộ ), cách Khu kinh tế Nghi Sơn khoảng 50 km về phía đông bắc, tây và nam giáp tỉnh Nghệ An tạo thành Vùng kinh tế trung du miền núi lấy đô thị Bãi Trành và Thái Hòa làm trung tâm, đô thị Bãi Trành (huyện Như Xuân) được xác định nằm ở vị trí chiến lược của khu vực, có lợi thế về giao thông, quỹ đất, nằm trong quy hoạch xây dựng đô thị mới, xây dựng khu công nghiệp chế biến gỗ, khai thác quặng, chế biến mủ cao su, ...

## Hành chính
Bãi Trành có 2.537,27 ha diện tích tự nhiên và 4.732 nhân khẩu được thành lập trên cơ sở 1.253,79 ha diện tích tự nhiên của nông trường Bãi Trành (xã Bãi Trành) đang sử dụng thuộc địa giới hành chính của xã Xuân Bình và 1.283,48 ha diện tích tự nhiên của xã Xuân Bình; 2.516 nhân khẩu của thị trấn nông trường Bãi Trành và 2.216 nhân khẩu của xã Xuân Bình.
Xã Bãi Trành gồm các thôn: thôn 1, thôn 3, thôn 6, thôn 5, thôn 10, thôn Me, thôn Cầu, thôn Hồ, thôn Nhà Máy, thôn Trờn, thôn Xuân Khánh.
Mã bưu chính: 45537 - 45538.

## Lịch sử
- Nông trường Bãi Trành được thành lập năm 1961 theo quyết định số 131 NN/QĐ của Ủy ban Hành chính tỉnh Thanh Hoá ngày 17/01/1961 là khu vực bỏ hoang giữa hai xã Quảng Dạ và Bình Lương huyện Như Xuân giao cho nông trường Sao Vàng khai phá để phát triển chăn nuôi.[3]
- Thị trấn Nông trường Bãi Trành được thành lập từ nông trường Bãi Trành theo quyết định số 128 /nv của bộ Nội vụ và 318 TC/UBTH của UBNHC tỉnh Thanh Hoá ngày 15/03/1969.[4]
- Năm 2004, Thị trấn Nông trường Bãi Trành bị giải thể. Xã Bãi Trành thuộc huyện Như Xuân được thành lập trên cơ sở 1.253,79 ha diện tích tự nhiên của Nông trường Bãi Trành đang sử dụng thuộc địa giới hành chính của xã Xuân Bình và 1.283,48 ha diện tích tự nhiên của xã Xuân Bình; 2.516 nhân khẩu của thị trấn nông trường Bãi Trành và 2.216 nhân khẩu của xã Xuân Bình. Ngoài ra, xã Xuân Hòa thuộc huyện Như Xuân cũng được thành lập trên cơ sở 2.431 ha diện tích tự nhiên của Nông trường Bãi Trành đang sử dụng thuộc địa giới hành chính xã Xuân Bình và 9.245,75 ha diện tích tự nhiên của xã Xuân Bình; 232 nhân khẩu của thị trấn nông trường Bãi Trành và 1.953 nhân khẩu của xã Xuân Bình.

Số nhân khẩu còn lại của Thị trấn Nông trường Bãi Trành chuyển về các xã như sau: 1.833 nhân khẩu về xã Xuân Bình, 254 nhân khẩu về xã Xuân Thái.
Sau khi điều chỉnh địa giới hành chính thành lập các xã Bãi Trành, Xuân Hòa:
- Xã Xuân Bình thuộc huyện Như Xuân có 3.859,94 ha diện tích tự nhiên và 4.982 nhân khẩu.
- Xã Xuân Thái thuộc huyện Như Thanh có 11.972 ha diện tích tự nhiên và 3.669 nhân khẩu.

## Quy hoạch
Bãi Trành được quy hoạch là đô thị loại IV theo quyết định số: 1447/QĐ-TTg của Thủ tướng Chính phủ ký ngày 16 tháng 9 năm 2009.
Đô thị Bãi Trành được quy hoạch với dân số đến năm 2025 là 50.000 người, quy mô đất xây dựng đô thị khoảng 1.000 ha, là đô thị động lực của vùng Nam Thanh Bắc Nghệ, trong tương lai sẽ là trung tâm giao lưu Nam Thanh - Bắc Nghệ với Cảng Nghi Sơn, được xác định là đô thị đầu mối giao lưu kinh tế nối Cảng Nghi Sơn với vùng Tây - Bắc và vùng tiểu vùng sông Mê Kông. Giới hạn nghiên cứu quy hoạch thuộc địa giới hành chính của 2 xã Bãi Trành và Xuân Bình, tổng diện tích khoảng 2.800 ha.

## Giáo dục - Y tế
Có 1 trường trung học phổ thông (Trường Trung học Phổ thông Như Xuân II), 1 trường trung học cơ sở, 1 trường tiểu học, 1 nhà trẻ liên cơ.
Bệnh viện Nông trường Chè Bãi Trành trực thuộc Liên hiệp Các Xí nghiệp Công Nông nghiệp Chè Việt Nam

## Kinh tế
- Thời kỳ đầu, khoảng năm 1960-1969: Chủ yếu chăn nuôi nông trại
- 1970-2000: Trồng các loại cây công nghiệp như chè, cao su và lập các xưởng sản xuất
- Nhà máy chè Bãi Trành được thành lập theo quyết định số 679-XD/UBTH ngày 02/08/1980 của UBND tỉnh Thanh Hóa với công suất 32 tấn chè búp tươi trên ngày thuộc Bộ lương thực và thực phẩm.[7]
- 2000 đến nay: Tăng cường sản xuất chế biến nông sản và cây công nghiệp như: sắn, mía, cao su, cà phê, chè, ... Xúc tiến thành lập các nhà máy xưởng chế biến nông-lâm sản cũng như hoàn thiện hệ thống thương mại dịch vụ trong vùng. Tiêu biểu có 3 cửa hàng xăng dầu, 1 nhà máy chế biến gỗ, một xưởng sản xuất cao su, một nhà máy chè (Nhà máy chè Bãi Trành). Sắp tới sẽ có tuyến đường sắt nối cảng Nghi Sơn, thành lập cụm công nghiệp Bãi Trành sẽ thúc đẩy kinh tế địa phương phát triển.

## Tài nguyên khoáng sản
- Bãi Trành là khu vực có trữ lượng quặng barit lớn của khu vực Bắc Trung Bộ, ngoài ra còn có các mỏ chì, sắt, thiếc, ...